# Роузленд (фильм)
«Роузленд» (англ. Roseland) — кинофильм режиссёра Джеймса Айвори, вышедший на экраны в 1977 году. Лента получила номинацию на премию «Золотой глобус» за лучшую женскую роль второго плана (Лилия Скала).

## Сюжет
Фильм состоит из трёх новелл, объединённых темой поиска подходящего танцевального партнёра и общим местом действия — танцевальным залом Roseland Ballroom в Нью-Йорке.
В первой новелле, «Вальс», пожилая дама приходит в танцевальный зал, чтобы вспомнить молодость и понастальгировать о своём скончавшемся супруге. Во время танца с грубоватым Стэном ей чудится в одном из зеркал образ мужа. Хотя Стэн ей совсем не нравится, только с ним происходит подобное «превращение». Постепенно они начинают сближаться.
Герой второй новеллы, «Хастл», Рассел живёт на содержании у богатой вдовы средних лет. Он устал от этого образа жизни, однако не может от него отказаться. Даже любовь молодой Мэрилин и предложение опытного учителя танцев Клио всерьёз заняться этим искусством не побуждают его на решительные действия.
В третьей новелле, «Пибоди», немолодая женщина по имени Роза стремится выиграть танцевальный турнир. Однако этим планам мешают проблемы со здоровьем её партнёра — влюблённого в неё пожилого Артура.

## В ролях
- Тереза Райт — Мэй
- Лу Джейкоби — Стэн
- Кристофер Уокен — Рассел
- Джеральдина Чаплин — Мэрилин
- Хелен Галлахер — Клио
- Джоан Коупленд — Полин
- Лилия Скала — Роза
- Дэвид Томас — Артур